# Iztacalco
Koordinaten: 19° 23′ 42″ N, 99° 5′ 55″ W
Iztacalco ist mit einer Fläche von 23,2 km² der kleinste der 16 Bezirke (demarcaciones territoriales) von Mexiko-Stadt.

## Lage
Iztacalco grenzt im Norden an Venustiano Carranza, im äußersten Nordwesten an Cuauhtémoc, im Westen an Benito Juárez, im Süden an Iztapalapa und im Osten an die Stadt Nezahualcóyotl im Bundesstaat México. Der historische Kern von Iztacalco besteht aus den sieben Stadtvierteln (Colonias) Santa Cruz, La Asunción, San Miguel, Los Reyes, Zapotla, San Francisco Xicaltongo und Santiago.

## Sehenswürdigkeiten
Zu den Sehenswürdigkeiten des Bezirks gehören der Parque Escuela Urbano Ecológico, das Centro de Desarrollo Deportivo „Magdalena Mixhuca“ mit dem Palacio de los Deportes und das ehemalige Kloster San Matías.

## Bedeutung des Namens
Der Name stammt aus dem Nahuatl und bietet hinsichtlich seiner Bedeutung Interpretationsspielräume. Die am meisten verbreitete und wahrscheinlichere Version besagt, dass Ixtacalco „Salzhaus“ (ixtatl = Salz; calli = Haus; co = Nachsilbenstelle) bedeutet. Andere Interpretationen besagen, dass der Name Iztacalco „Ort der weißen Häuser“ (iztac = weiß; calli = Haus; -co = Ort) bedeutet. Die erste Übersetzung mit dem Verb „ixtatl“ scheint insofern zutreffender, als der Ort ursprünglich „Ixtacalco“ hieß. Die Schreibweise änderte sich erst in der zweiten Hälfte des 20. Jahrhunderts, als die Wörter indianischen Ursprungs mit einem „x“ an zweiter Stelle generell auf den Buchstaben „z“ umgestellt wurden.

## Geschichte

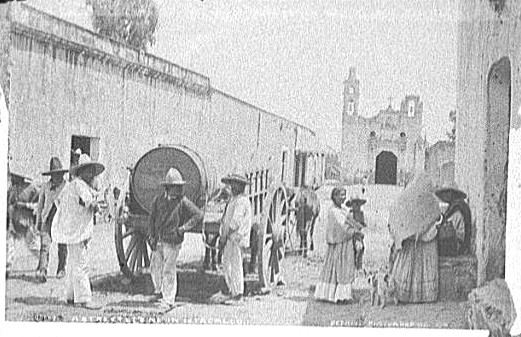
Straßenszene in Iztacalco aus dem späten 19. Jahrhundert

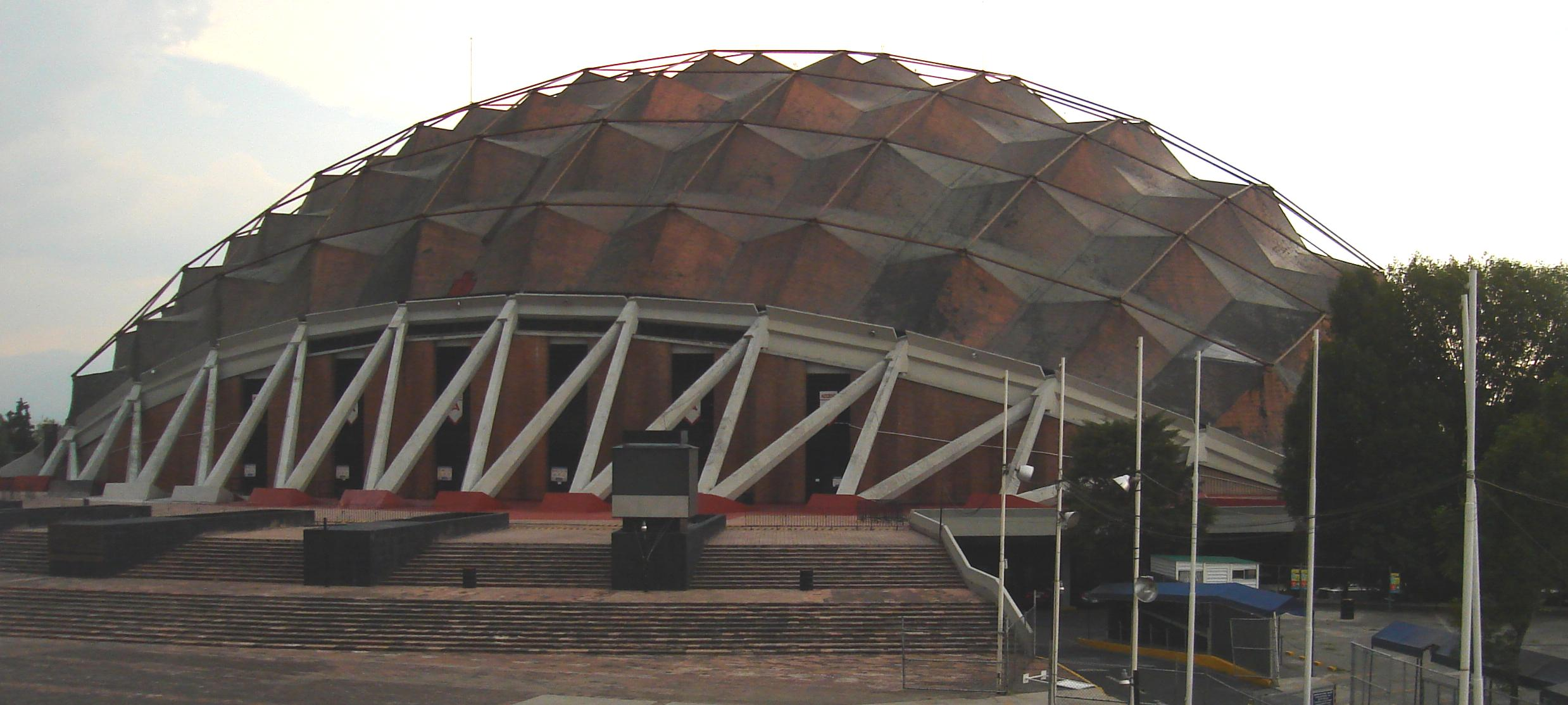
Der für die Olympischen Sommerspiele 1968 errichtete Palacio de los Deportes

Aufgrund seiner Lage eines im Tal von Mexiko gelegenen Sees wurde das Gebiet von Iztacalco wesentlich später besiedelt als die anderen Gebiete von Mexiko-Stadt. Seine ersten Bewohner waren mit der Gewinnung von Salz beschäftigt, was auch im Wappen von Iztacalco thematisiert wird, in dem die Separierung von Wasser und dem Mineral dargestellt ist.
Der Ort war vermutlich einer der letzten Plätze, die die Azteken auf ihrem Weg nach Tenochtitlan erreichten. In der vorspanischen Epoche war Iztacalco ein Ort unter Führung des Herrschers von Texcoco, einem Verbündeten der Azteken.
Nachdem die spanischen Truppen Tenochtitlan erobert hatten, ließen sich franziskanische Missionare in Iztacalco nieder und errichteten das Kloster San Matías. Die Bevölkerung des Ortes zählte seinerzeit weniger als 300 Menschen.
Bis ins frühe 20. Jahrhundert blieb Iztacalco eine ländliche Gegend, die von Gärten geprägt war, in denen vorwiegend Blumen und Gemüse angebaut wurden. Die ersten Industriegebiete siedelten in der Mitte des 20. Jahrhunderts in Iztacalco an, das aufgrund seiner Nähe zum historischen Zentrum von Mexiko-Stadt schon bald zu einem beliebten Standort für diverse Unternehmen wurde. Die Eingemeindung erfolgte 1955 und heute beherbergt der Bezirk einige der gefährlichsten Stadtviertel der mexikanischen Hauptstadt.

## Persönlichkeiten
- Michelle González (* 1995), Fußballspielerin